# Luba Lisa
Luba Lisa, all'anagrafe Luba Lisa Gootnick (Brooklyn, 10 marzo 1941 – Colchester, 15 dicembre 1972) è stata un'attrice, cantante e ballerina statunitense.

## Biografia
Nata a New York in una famiglia ebrea, figlia di Esther Diamant e del poliziotto Louis Gootnick. Ha fatto il suo debutto a Broadway nel 1961 nel musical Carnival e l'anno successivo è tornata a recitare a New York nel musical I Can Get It for You Wholesale, in cui danzava e cantava accanto a Barbra Streisand. Nel 1964 interpretò Anita in West Side Story a Broadway e nello stesso anno interpretò Addie nel musical I Had a Ball; il compositore Jack Lawrence scrisse la canzone "Addie's at it Again" dopo essersi conto del talento dell'attrice. Per la sua performance nel ruolo di Addie, Lisa vinse il Theatre World Award e fu candidata al Tony Award alla miglior attrice non protagonista in un musical.
Morì in un incidente aereo nel dicembre 1972, quando il velivolo privato che trasportava quattro persone (inclusi Lisa e il pilota) si schiantò nei pressi di Colchester mentre era in viaggio per Burlington.

## Filmografia
- Pepe, regia di George Sidney (1960)